# Seznam slezských šlechtických rodů, P
Tento seznam obsahuje výčet šlechtických rodů, které byly v minulosti spjaty s územím Slezska. Podmínkou uvedení je držba majetku, která byla v minulosti jedním z hlavních atributů šlechty, případně, zejména u šlechty novodobé, jejich služby ve státní správě na území Slezska či podnikatelské aktivity. Platí rovněž, že u šlechty, která nedržela konkrétní nemovitý majetek, jsou uvedeny celé rody, tj. rodiny, které na daném území žily alespoň po dvě generace, nejsou tudíž zahrnuti a počítáni za domácí šlechtu jednotlivci, kteří ve Slezsku vykonávali pouze určité funkce (politické, vojenské apod.) po přechodnou či krátkou dobu. Nejsou rovněž zahrnuti církevní hodnostáři z řad šlechty, kteří pocházeli ze šlechtických rodů z jiných zemí.

## P
- Paarové
- Pankrácové ze Sv. Mikuláše [1]
- Pavlovští z Pavlovic[1]
- Pešíkové z Bělé[1]
- Pinové z Friedenthalu[2]
- Pivcové z Hradčan[1]
- Podovínští z Podovína[1]
- Pógové z Mérgeš[1]
- Pohledečtí z Augheimu[1]
- Pohorští z Pohoří[1]
- Polničtí z Pálovic[1]
- Potové z Lubras[1]
- z Pozdětína[1]
- Pražmové z Bílkova
- Promnicové[3][P 1]
- Pruskovští z Pruskova
- Pruští z Pruského[1]
- Předborové ze Syrakovic[1]
- Předborové z Velkých Paňov[1]
- Přechodové[1]
- Přetěšínští z Přetěšína[1]
- Ptákové z Čejkova[1]
- Putzové z Adlersthurnu
- Putzové z Rolsbergu[2]